# Роторна дробарка

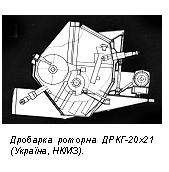
Роторна дробарка

Ро́торна дроба́рка (рос. дробилка роторная, англ. rotary crusher; нім. Rotorbrecher m, Trommelmühle f, Trommelbrecher m) — машина для дроблення матеріалу шляхом ударного впливу за допомогою ротора з жорстко закріпленими билами.

## Загальний опис
Створена в Німеччині у 1942. Застосовуються для крупного, середнього і дрібного дроблення гірських порід невисокої міцності і абразивності. Ширина завантажувального отвору від 250 до 1500 мм, продуктивність в залежності від типорозміру — від 2 до 1000 т/год. Ступінь дроблення 3—15 в залежності від крупності живлення і міцності породи. Роторні дробарки поширені при дробленні карбонатних гірських порід з метою отримання щебеню. Ударний процес дроблення в роторній дробарці забезпечує підвищену вибірковість руйнування порівняно з щоковими і конусними дробарками. Вітчизняні роторні дробаркі (виробництво НКМЗ) типу ДРКГ 20х21 при масі 213 т мають продуктивність до 2500 м3/год.
У роторних дробарках висота била звичайно менше 0,6Dmax, тому не усі грудки, що досягли тіла ротора потрапляють під центральний удар. Для підвищення частоти ударів і, відповідно, ефективності ударного дроблення, встановлюють відбивальні плити або решітки, які втримують ці грудки у дробарці до тих пір, поки вони не потраплять під центральний удар.
Розміри ротора (діаметр Dp, довжина L) визначаються розміром максимальної грудки вихідного матеріалу і продуктивністю дробарки.
Продуктивність молоткових і роторних дробарок залежить від їхніх конструктивних і механічних параметрів (діаметра, довжини і частоти обертання ротора; кількості, маси і числа молотків; розташування і форми відбійних плит; способу завантаження і глибини проникнення грудок у зону ротора). Продуктивність також залежить від фізичних властивостей матеріалу, що дробиться (міцності, вмісту глинистих речовин, вологи, крупності вихідного і дробленого продуктів). Між продуктивністю дробарки, подрібнюваністю вихідного матеріалу, ступенем дроблення і потужністю електродвигуна існує взаємозв’язок. При постійних умовах дроблення з підвищенням продуктивності знижується ступінь дроблення і навпаки. Теоретична формула для розрахунку продуктивності молоткових і роторних дробарок відсутня. Для орієнтованого розрахунку продуктивності молоткових і роторних дробарок застосовують різні емпіричні формули.
Молоткові і роторні дробарки вимагають ретельного балансування ротора. Швидкість завантаження вихідного матеріалу повинна вибиратись у залежності від швидкості обертання ротора.
Ширину щілини між колосниками і відстань між решіткою і кінцями молотків вибирають у залежності від необхідної крупності дробленого продукту і вологості вихідного матеріалу. Ширина щілини між колосниками повинна бути у 5 – 6 разів більше розміру зерен дробленого продукту при дробленні до 6 мм і у 1,5 – 2 рази при дробленні до 50 мм. При дробленні вологих матеріалів з глинистими домішками відстань між колосниками збільшують або працюють без них.

## Різновиди та застосування

.

Роторні дробарки бувають одно- і двороторні з послідовним дробленням матеріалу кожним ротором або з одночасним дробленням двома роторами, з колосниковою решіткою і без неї. Однороторні дробарки бувають реверсивні і нереверсивні. Характерною особливістю роторних дробарок є те, що в ударі по грудках вихідного матеріалу бере участь масивний ротор, тому удари значно міцніші ніж у молоткових дробарках. Це дозволяє застосовувати роторні дробарки у першій стадії дроблення (дробарки типу ДРК) для руйнування порівняно твердих гірських порід. Роторні дробарки застосовують також для середнього та дрібного дроблення (дробарки типу ДРС). Конструкції дробарок ДРК і ДРС аналогічні.

### Однороторні дробарки

#### Однороторна нереверсивна дробарка
У однороторну нереверсивну дробарку (рис.) типу ДРК матеріал подається на обертовий масивний ротор 4 і дробиться ударами бил 5 і об відбійні плити 7. Відбійні плити 7 на верхній частині корпуса 2 закріплені нежорстко, тому при потраплянні предметів, що не дробляться, вони відхиляються на осях і пропускають їх. У первісне положення відбійні плити повертаються під дією пружин регулювального пристрою 8. Дробарки типу ДРК мають дві відбійні плити, а дробарки типу ДРС – три відбійні плити, які ділять робочу зону дробарки відповідно на дві або три камери дроблення. Відбійні плити мають криволінійний профіль і повністю або тільки у нижній частині закриті футерувальними плитами 7. Зазори між обертальним ротором і нижньою кромкою відбійних плит є розвантажувальним отвором камери дроблення. Положення відбійних плит фіксується тягами і пружинами регулювального пристрою 8. Регулювання ширини розвантажувальної щілини камери дроблення здійснюється також за допомогою регулювального пристрою 8.
Вихідний матеріал надходить на нахилену решітку 9, де відділяється дріб’язок, що не потребує дроблення. У завантажувальній лійці встановлені ланцюгові штори, які запобігають викиданню матеріалу з робочого простору дробарки. Розвантаження дробленого продукту здійснюється через розвантажувальний пристрій дробарки. Ротор до обертається електродвигуном через клинопасову передачу. Окружна швидкість ротора регулюється зміною приводних шківів.

#### Однороторна реверсивна дробарка
Завдяки центральному розташуванню завантажувального отвору дозволяє змінювати напрямок обертання ротора, що є перевагою дробарок цього типу, тому що в них можливе двобічне використання бил, що забезпечує їх рівномірний знос.

### Двороторні дробарки
Двороторні дробарки в порівнянні з однороторними менш піддані забиванню і звичайно застосовуються для дроблення більш вологих матеріалів і матеріалів, що злипаються, вони також дозволяють завантажувати матеріал більшої крупності. Ширину щілини колосникових решіток і відстань між ними та кінцем бил (молотків) вибирають залежно від необхідної крупності дробленого продукту і вологості матеріалу, що дробиться. При дробленні глинистих вологих руд, щоб уникнути забивання колосникових решіток, відстань між колосниками збільшують. У важких випадках дробарки працюють без колосникових решіток.
Без колосникових решіток продуктивність дробарки підвищується, але при цьому в дробленому продукті з'являються зерна крупніші допустимих розмірів.

#### Двороторна дробарка з послідовним розташуванням роторів
Двороторна дробарка з послідовним розташуванням роторів (рис.) складається із зварного корпуса 4, усередині якого розташовані два ротори 2, що обертаються в одному напрямку. Привод роторів здійснюється через клиноремінну передачу від двох електродвигунів. При роботі дробарки по грудках матеріалу, що надходить рівномірно і безперервно, наносяться удари билами верхнього ротора. Грудки частково розколюються, відкидаються на відбійні плити, відбиваються від них і знов попадають під удари бил верхнього або нижнього ротора. Зазор між двома роторами є областю найінтенсивнішого дроблення. Дроблений продукт розвантажується крізь вихідні щілини дробарки. Крупність дробленого продукту регулюється зміною зазорів між билами і відбійними плитами.

#### Двороторна дробарка з паралельним розташуванням роторів
Двороторна дробарка з паралельним розташуванням роторів (рис.) складається із зварного корпуса 4, усередині якого розташовані два ротора 2, що обертаються у протилежних напрямках. Над кожним ротором розміщені відбійні плити 5, які переміщають при регулюванні дробарки. Привод обох роторів здійснюється через клинопасову передачу від двох електродвигунів. При роботі дробарки по грудках матеріалу, що надходить рівномірно і безперервно наносяться удари билами роторів. Грудки частково розколюються, відкидаються кожним ротором на відбійні плити, відбиваються від них і знов попадають під удари бил. Дроблений продукт розвантажується крізь вихідні щілини дробарки. Крупність дробленого продукту регулюється зміною зазорів між билами і відбійними плитами.